# Chartreuse (couleur)
Pour les articles homonymes, voir Chartreuse.
Le nom de couleur chartreuse est un mot-clé des logiciels X11, HTML, SVG et CSS. Ses concepteurs américains anonymes l'ont associé à un code de couleur qui renvoie une teinte vert-jaune qui rappelle celle d'une des variétés de la liqueur Chartreuse.
En anglais, le terme exotique chartreuse a été utilisé en 1884 pour désigner un vert pomme pâle. En français, tout objet dont la couleur est connue peut désigner une couleur par métonymie ; mais il existe, pour chaque teinte, un grand nombre de possibilités. Chartreuse est peu représenté dans les dénominations usuelles ou commerciales de couleurs ; on trouve cependant 233 chartreuse, qui a peut-être à voir avec la liqueur Chartreuse jaune, et 18 chartreuse, qui semble plutôt en rapport avec le massif de la Chartreuse et sa végétation.
Un marchand de couleur vend le pigment azométhinique complexe de cuivre PY129 (ailleurs Stil de grain ou vert-doré) sous le nom de chartreuse.